# Darwinia fascicularis
Darwinia fascicularis är en myrtenväxtart som beskrevs av Edward Rudge. Darwinia fascicularis ingår i släktet Darwinia och familjen myrtenväxter.

## Underarter
Arten delas in i följande underarter:
- D. f. fascicularis
- D. f. oligantha